# Martin Tyler
Martin Tyler (født 14. september 1945 i Chester) er en engelsk fodboldkommentator, der blev stemt til at være FA Premier League-kommentator i dette årti. Han er også træner for Isthmian League Premier Division-holdet Kingstonian. 

Han har også deltaget i en velgørenhedskamp, hvor han stolt hævdede at have scoret på et indlæg fra Andy Gray.
Martin Tyler er bedst kendt i Danmark fra spilserien FIFA, hvor hans velkendte stemme har kommenteret på utallige kampe i danske TV-stuer